# Pedro Emanuel
Pedro Emanuel dos Santos Martins Silva, dit Pedro Emanuel , est un footballeur portugais reconverti entraîneur, né le 11 février 1975 à Luanda (Angola). Il est l’actuel entraîneur d’Al-Fayha en Arabie Saoudite.

## Biographie
Il prend sa retraite en 2009 et prend les commandes de l’équipe de Porto des moins de 17 ans.
En juin 2011, Pedro Emanuel prend en charge l'équipe première de l'Académica de Coimbra. Pour sa première saison à la tête d'une équipe professionnelle et à seulement 37 ans, il réalise l'exploit de remporter la Coupe du Portugal de football, en battant 1-0 le Sporting au Jamor. Le 7 avril 2013, après un neuvième match sans victoire, il est démis de ses fonctions d'entraîneur de l'Académica de Coimbra.

## Carrière
| Période   | Club        | Pays     | Matchs | Buts |
| 1995-1996 | FC Penafiel | Portugal | 28     | 2    |
| 1996-1997 | Boavista    | Portugal | 20     | 1    |
| 1997-1998 | Boavista    | Portugal | 27     | 0    |
| 1998-1999 | Boavista    | Portugal | 15     | 0    |
| 1999-2000 | Boavista    | Portugal | 32     | 0    |
| 2000-2001 | Boavista    | Portugal | 27     | 0    |
| 2001-2002 | Boavista    | Portugal | 28     | 0    |
| 2002-2003 | FC Porto    | Portugal | 27     | 0    |
| 2003-2004 | FC Porto    | Portugal | 18     | 0    |
| 2004-2005 | FC Porto    | Portugal | 24     | 1    |
| 2005-2006 | FC Porto    | Portugal | 26     | 0    |
| 2006-2007 | FC Porto    | Portugal | 0      | 0    |
| 2007-2008 | FC Porto    | Portugal | 19     | 0    |
| 2008-2009 | FC Porto    | Portugal | 5      | 0    |

## Palmarès

### Joueur
Boavista Porto
- Champion du Portugal en 2001.
- Vainqueur de la Coupe du Portugal en 1997.
- Vainqueur de la Supercoupe du Portugal en 1997.

 FC Porto
- Vainqueur de la Ligue des champions en 2004.
- Vainqueur de la Coupe intercontinentale en 2004.
- Vainqueur de la Coupe UEFA en 2003.
- Champion du Portugal en 2003, 2004, 2006, 2008 et 2009.
- Vainqueur de la Coupe du Portugal en 2003, 2006 et 2009.
- Vainqueur de la Supercoupe du Portugal en 2003, 2004 et 2006.

### Entraîneur
Académica de Coimbra
- Vainqueur de la Coupe du Portugal en 2012.

 Apollon Limassol
- Vainqueur de la Coupe de Chypre en 2016.
- Vainqueur de la Supercoupe de Chypre en 2016.

## Statistiques
- 43 matchs en Ligue des champions, 1 but
- 18 matchs en Coupe de l'UEFA, 0 but
- 1 match en Coupe d'Europe des vainqueurs de coupe, 0 but
- 1 match en Coupe intercontinentale, 0 but